# Vincent Biruta
Vincent Biruta (nascut el 19 de juliol de 1958) és un metge i polític ruandès, que ha estat Ministre de Medi Ambient al govern de Ruanda, des del 31 d'agost de 2017. Immediatament abans del seu nomenament en la cartera de Medi Ambient, va exercir com a ministre de recursos naturals, des del 24 de juliol de 2014.

## Biografia
És llicenciat en medicina. També té titulacions de postgrau en planificació i gestió de serveis de salut en països en vies de desenvolupament, obtinguts a la Universitat Lliure de Brussel·les, a Bèlgica.
El Dr. Biruta té un llarg historial de serveis civils a Ruanda, després del genocidi de Ruanda de 1994. Des de 1997 fins a 1999, va ser Ministre de Salut. De 1999 a 2000, va ser Ministre d'Obres Públiques, Transport i Comunicacions. Va ser president de l'Assemblea Nacional de la Transició del gener de 2000 fins al 2003. Des d'agost de 2003 fins a desembre de 2011 va ser president del Senat de Ruanda, la cambra alta del Parlament bicameral de Ruanda. Al desembre de 2011, va ser nomenat ministre d'Educació, servint en aquest càrrec fins a juliol de 2014, quan va ser nomenat Ministre de Recursos Naturals.